# Anatabina
L'anatabina és un dels alcaloides secundaris presents en plantes de la família de les solanàcies (com la planta del tabac i el tomàquet) que afecta l'activitat monoamina oxidasa (MAO). L'anatabina es troba a les cigarretes i el fum del tabac, i és absorbida pel cos humà després del consum de tabac.
Existeixen hipòtesis que afirmen que alguns components minoritaris del tabac i altres teràpies no basades en la nicotina poden ser beneficioses en el procés de deixar la nicotina. Molts estudis s'han dirigit a la recerca dels efectes del tabac sobre l'activitat MAO.
L'anatabina és un dels ingredients del suplement dietètic alternatiu del tabac CiGRX, desenvolupat per Rock Creek Pharmaceuticals. L'ús d'anatabina en comptes de la teràpia de substitució de nicotina es basa en les vides mitjanes de la nicotina i l'anatabina. La latència de necessitat de cigarretes (LTNC) entre fumadors habituals va ser de menys de dues hores, mentre que la vida mitjana de l'anatabina és de 10 hores.
Rock Creek Pharmaceuticals també ha desenvolupat Anatabloc, un producte que té com a diana els processos inflamatoris. L'Institut Roskamp de Sarasota (Florida, Estats Units) ha treballat amb Rock Creek Pharmaceuticals per estudiar els efectes de l'anatabina en trastorns i malalties inflamatòries. Els resultats d'aquests estudis es poden llegir al lloc web de l'Institut Roskamp.
El potencial de l'anatabina per combatre la malaltia d'Alzheimer i altres malalties inflamatòries està sent estudiat. Star Scientific i Rock Creek Pharmaceuticals han dut a terme estudis sobre els efectes d'Anatabloc en malalties com la malaltia de Crohn i la colitis ulcerosa, obtenint resultats preliminars positius en models animals.